# Надежда Бажина
Надежда Валерјевна Бажина (рус. Надежда Валерьевна Бажина; Пенза, 29. децембар 1987) елитна је руска скакачица у воду и репрезентативка Русије. Њена специјалност су појединачни и синхронизовани скокови са даске са висина од једног и три метра. Вишеструка је европска првакиња у скоковима са даске. Дипломирала је на Пензанском државном педагошком универзитету на одсеку за спорт и физичко васпитање. Њена мајка Ирина Калињина била је једна од најбољих совјетских скакачица у воду, олимпијска победница и трострука светска првакиња у скоковима са даске. 
Бажина је била део руског олимпијског тима у два наврата, на ЛОИ 2012. у Лондону и на ЛОИ 2016. у Рију.
Највећи успех у каријери остварила је на Светском првенству 2017. у Будимпешти где је освојила сребрну медаљу у дисциплини даска 1 метар и бронзу у синхронизованим скоковима са даске 3 м у пару са Кристином Иљиних.